# Tom King
Thomas Jeremy King, baron King of Bridgwater (ur. 13 czerwca 1933 w Rugby) – brytyjski polityk, członek Partii Konserwatywnej, minister w rządach Margaret Thatcher i Johna Majora.

## Zarys biografii
Wykształcenie odebrał w Sheriff House, Rugby School. Do Izby Gmin został wybrany w 1970 r., wygrywając wybory uzupełniające w okręgu Bridgwater. W latach 1979–1983 był ministrem stanu ds. samorządu lokalnego. W 1983 r. został członkiem gabinetu jako minister środowiska. W tym samym roku przez krótki czas był ministrem transportu, a następnie został ministrem zatrudnienia. W latach 1985–1989 był ministrem ds. Irlandii Północnej. W latach 1989–1992 był ministrem obrony. Za jego urzędowania doszło do wojny w Zatoce Perskiej.
W 1992 r. King zrezygnował ze stanowisk rządowych i zasiadł w tylnych ławach parlamentu. Został przewodniczącym parlamentarnej komisji wywiadu i bezpieczeństwa. Za czasów jego urzędowania nastąpiło ujawnienie archiwum Wasilija Mitrochina. W Izbie Gmin King zasiadał do 2001 r. Następnie został kreowany parem dożywotnim jako baron King of Bridgwater i zasiadł w Izbie Lordów.
Jest żonaty z Jane Tilney, ma z nią syna Ruperta i córkę Elisę.